# CURIE
Eine CURIE (Kurzform von Compact URI) ist eine verkürzte URI, die in CURIE-Syntax beschrieben und sowohl in XML, als auch in Nicht-XML-Sprachen vorkommen kann. Eine CURIE kann als Datentyp betrachtet werden.
Ein Beispiel einer CURIE-Syntax ist: [isbn:0393315703].
Die eckigen Klammern werden dazu genutzt, Unklarheiten zwischen CURIEs und normalen URIs vorzubeugen.
QNames (die Namespace-Präfixe, die in XML genutzt werden) werden oft als CURIE genutzt und können als CURIE-Typ angesehen werden. CURIEs, wie vom W3C definiert, werden besser beschrieben sein und können eine Überprüfung beinhalten. Anders als bei QNames muss der Teil der CURIE hinter dem Doppelpunkt nicht den Regeln für Elementenbezeichnungen folgen.
Der erste W3C-Arbeitsentwurf der CURIE-Syntax wurde am 7. März 2007 herausgegeben, während der aktuelle Stand vom 16. Dezember 2010 ist.

## Beispiel
Dieses Beispiel basiert auf einem Arbeitsentwurf des W3C vom 7. März 2007, es wird eine QName-Syntax innerhalb von XHTML genutzt.
```
<
html xmlns:wiki="http://de.wikipedia.org/wiki/"
>

    
<
head
>
...
<
/head
>

    
<
body
>

        
<
p
>

            Weitere Informationen zu 
<
a href="
[wiki:CURIE]
"
>
CURIE
<
/a
>
.
        
<
/p
>

    
<
/body
>

<
/html
>
```

- Die Definition ist gelb hinterlegt
- Die CURIE ist grün hinterlegt